# Paper Lace
Paper Lace (Паперове мереживо) — британський поп-гурт, утворений 1969 року у Ноттінгемі.
До складу гурту ввійшли: Мік Воен (Mick Vaughan), 25.07.1950, Шефілд, Велика Британія — гітара, вокал; Кріс Морріс (Chris Morris), 1.11.1954, Ноттінгем, Велика Британія — гітара, вокал; Карло Сантанна (Carlo Santanna), 29.07.1947, Рим, Італія — гітара; Філіп Райт (Philip Wright), 9.04.1948, Ноттінгем, Велика Британія — вокал, ударні та Кліфф Фіш (Cliff Fish), 13.08.1949, Ріплі, Велика Британія, помер 14.04.2023 — бас, вокал.
Всі учасники гурту були мешканцями Ноттінгема — міста, що відоме виробництвом мережива, тому музиканти взяли собі назву «Паперове мереживо». Сезон концертів на початку 1970-х років у клубі «Tiffany's» забезпечив гурту виступ на телебаченні. Проте справжній шлях на топ-аркуші відкрила перемога у програмі «Opportunity Knocks», у якій телевізійний канал «ITV» шукав нові таланти.
1973 року своїх колег залишив Карло Сантанна, а незабаром запропонований Paper Lace твір Мітча Меррея та Пітера Коллендера «Billy Don't Be A Hero» потрапив на перше місце, британського чарту. Але надії на повтор цього успіху в США миттєво розвіяла формація Bo Donaldson & The Heywoods, яка записала власну версію цього хіта. Однак не було жодних проблем з твором «The Night Chicago Died», що розповідав про часи «сухого закону», і який знову очолив британський чарт і зайняв третю позицію в американському.
Останнім хітом гурту стала композиція Меррея та Коллендера «The Black — Eyed Boys», що опинилась на одинадцятому місці британського чарту.
Після зміни складу 1976 року гурт скоротив назву до Lace. Однак 1978 року записана разом з футбольною командою «Nottingham Forest» пісня «We've Got The Whole Word In Our Hands» не здобула очікуваного успіху і незабаром гурт припинив свою діяльність, яку ненадовго відновив 1983 року.

## Дискографія
- 1974: Paper Lace… & Other Bits Of Material
- 1975: First Edition
- 1977: The Paper Lace Collection
- 2003: And Other Bits of Material